# 札克·巴甘斯
扎卡里·巴甘斯（英語：Zachary Bagans，1977年4月5日—）是一名美國超自然調查者、演員、電視名人、博物館經營者和作家。他是旅遊頻道《Ghost Adventures》的重要主持人。

## 早年
巴甘斯在密芝根州入讀電影學院。

## 外部連結
- 官方网站